# Basilica di Luján
La basilica di Luján sorge a Luján ed è meta dei pellegrinaggi della Nostra Signora di Luján. La chiesa fu progettata dall'architetto francese Ulderico Courtois. I lavori ebbero inizio nel 1889 e furono completati nel 1937. Le sue torri raggiungono un'altezza di 106 metri, il tetto è in rame e i portoni in bronzo. L'enorme chiesa domina la pianura circostante e ospita la minuscola statua della Vergine, alta 38 centimetri. Nel 1930 la basilica è stata elevata al rango di basilica minore da papa Pio XI.

## Galleria d'immagini

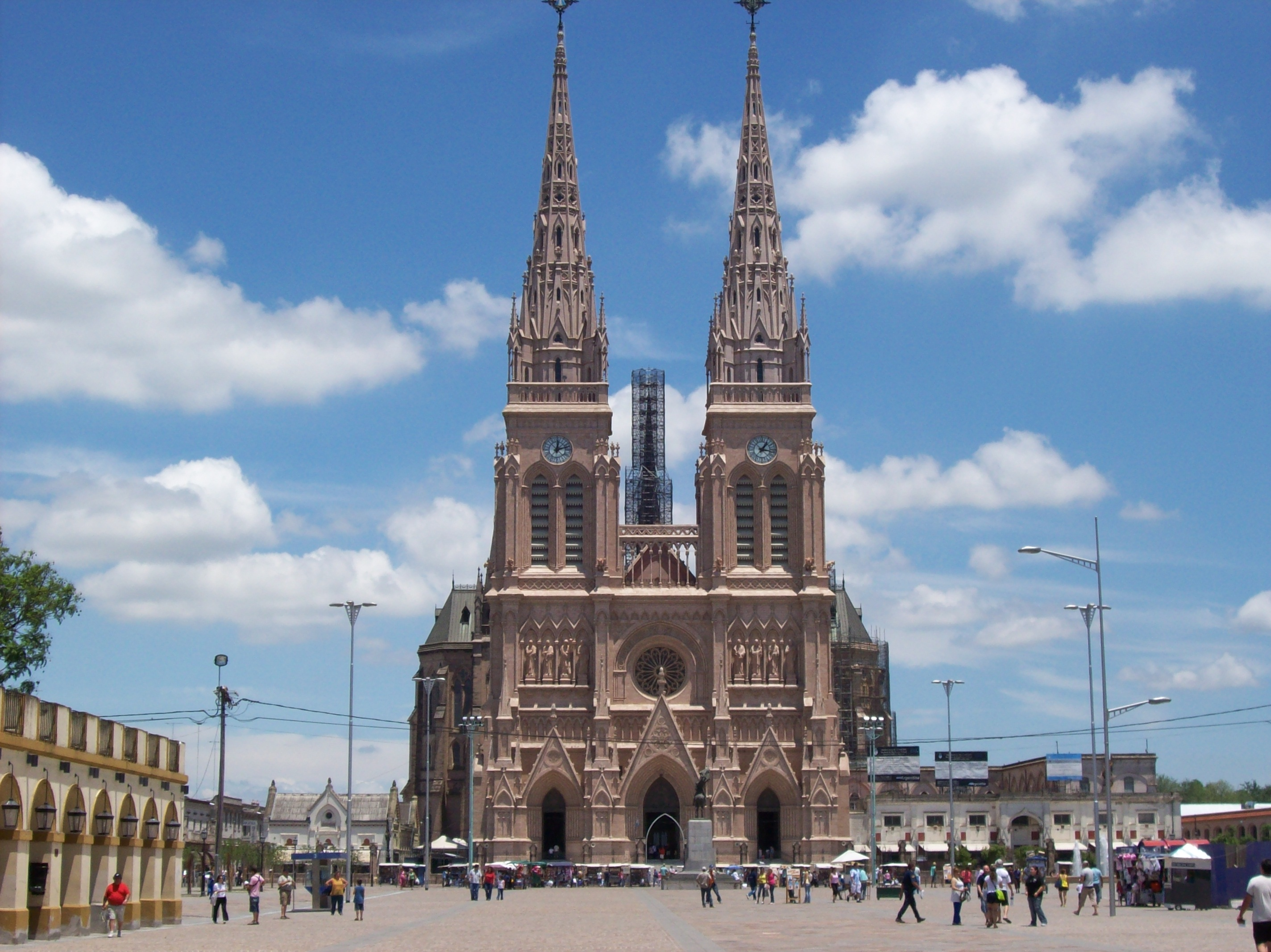
Basilica Nostra Signora di Luján, a Luján, Argentina.
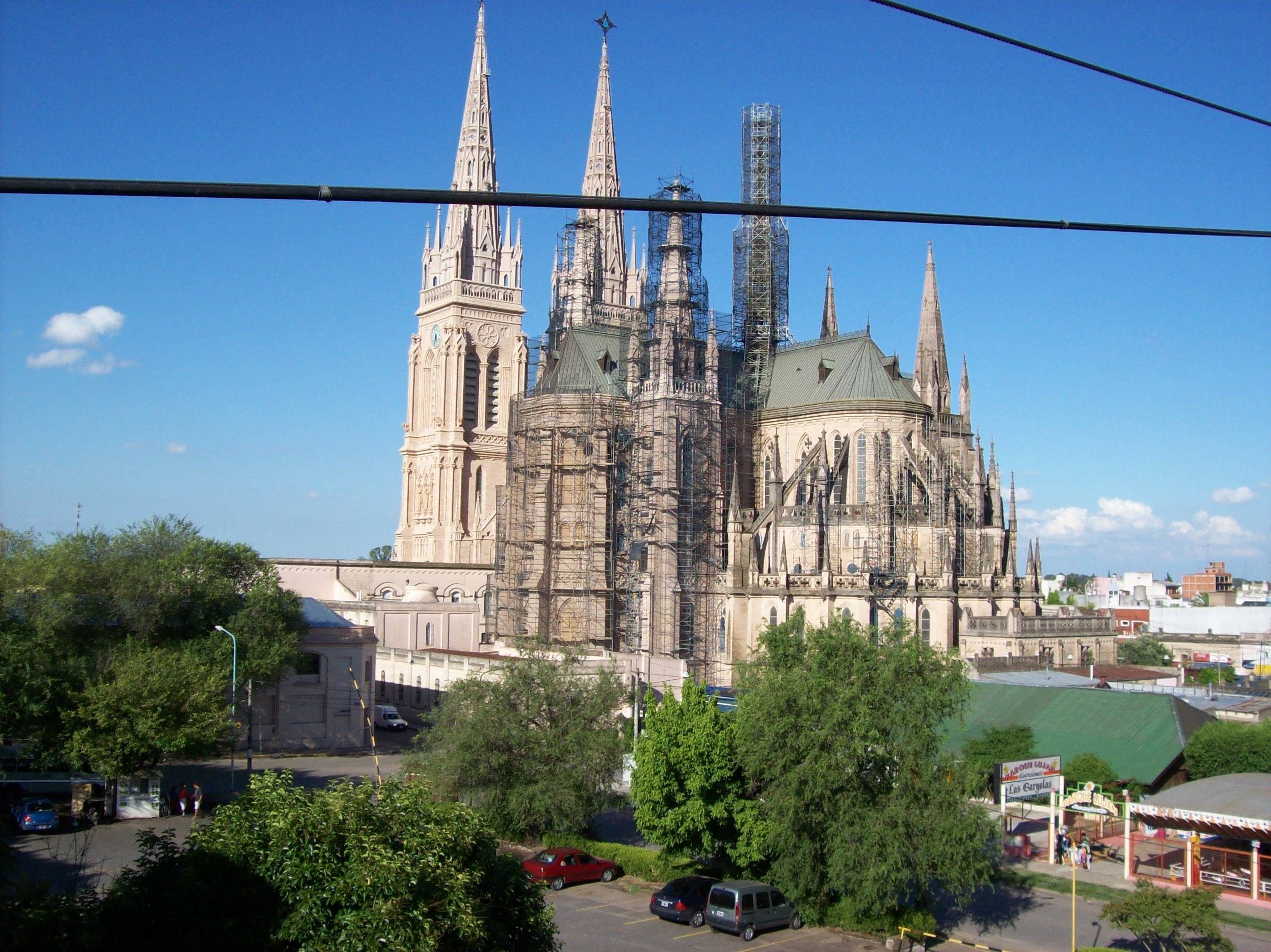
Ulteriore prospettiva della Basilica.
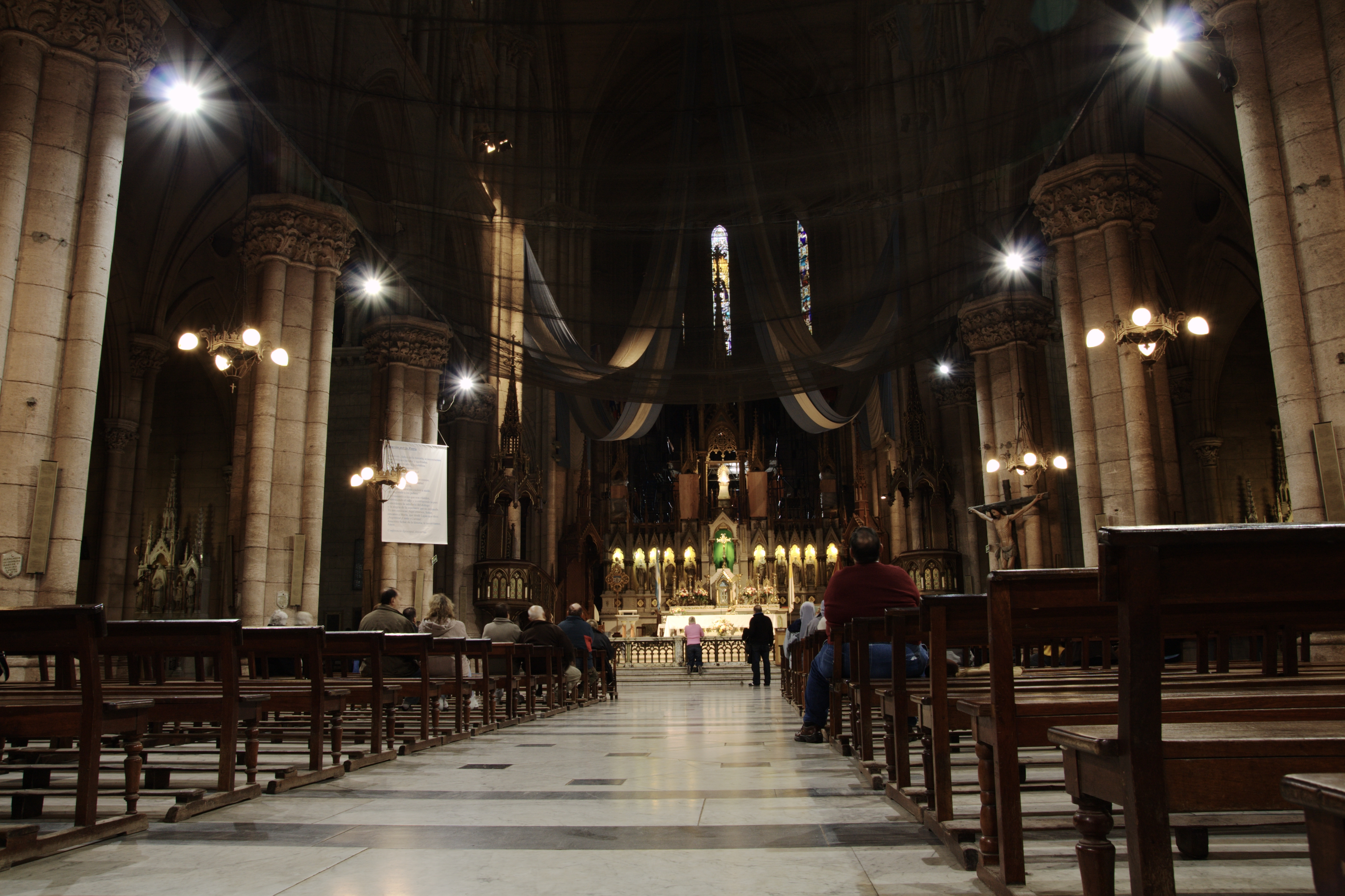
Interno della Basilica.
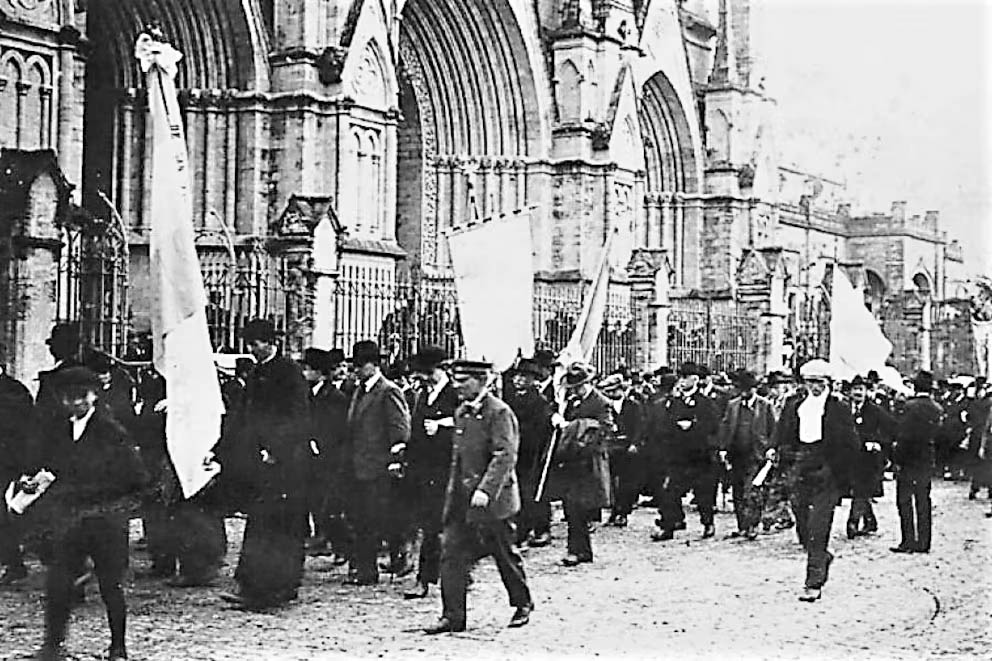
Primo pellegrinaggio al santuario di Luján, 1893.